# Медісон Айві
Медісон Айві (англ. Madison Ivy; 14 червня 1989, Баварія, Німеччина) — американська порноакторка, фотомодель і танцюристка німецького походження. Також працює викладачкою йоги та особистою тренеркою.

## Біографія
Народилася в Німеччині, виросла в Техасі і згодом переїхала в Каліфорнію. Була танцюристкою в стриптиз-клубі, де зустріла Аврору Сноу, яка надала їй контакти, щоб увійти в порноіндустрію.
У грудні 2009 перенесла операцію зі збільшення грудей з розміру B до D.
За даними на 2015 рік знялася у 273 порнофільмах. В січні 2015 року потрапила в серйозну аварію. Внаслідок чого був зламаний хребет і стався розрив черевної порожнини, проте змогла повністю відновитися від травм.
В середині 2017 року повернулася в порноіндустрію.
Вболіває за футбольний клуб «Сан-Франциско Фортинайнерс».

## Фільмографія
| 2011 - Peepshow - Tara's Titties - Unfinished Business - Young at Heart - Gape Lovers 6 - Sexsomnia - Stripper Firefighters 2010 - Let Me You Suck 1 - Not charlie's Angels XXX - Club Girl #1 — Gina - Slutty & Sluttier 12 - This ain't Curb Your Enthusiasm XXX - Heavy Petting - 2 Chicks Same Time 7 - Baby Got Boobs 5 - Battle of the Asses 3 - Big Tits in Sports 5 - Big Tits in Uniform 3 - Lolita - My sister's Hot Friend 20 - Naughty America 4 Her 7 - Pornstars Punishment - Rachel Starr Is Bad Ass - Strap Attack 13 - The Bombshells - This ain't Cheaters XXX - This ain't Two and a Half Men XXX - Tits to Die For - Trash Talk - Wanna Fuck My Daughter Gotta Fuck Me First 8 2009 - This ain't Beverly Hills 90210 XXX - Barely Legal School Girls 5 - Riley Steele: Scream - Every Last Drop 9 - Diesel Dongs 7 - Stoya: Scream - Gabriella Nude - A Slut Like Mom 2 - Big Cocks Required! - Bree's College Daze 2 - Feeding Frenzy 10 - Heavy Petting - Innocent Until Proven Filthy 6 | - Naughty Book Worms 17 - Naughty College School Girls 54 - Naughty Rich Girl - Party of Feet - Sadie and Friends 5 - Shane's World 41: Aspen - Stoya: Perfect Picture 2008 - Young Girls Next Door 2 - You & Us - Diesel Dongs 6 - Addicted 5 - Teen Mania #2 - Not Bewitched XXX - Harem Group - She's Half My Age 4 - Ashlynn & Friends 6 - Bring'um Young 27 - Cum Stained Casting Couch 12 - Don't Waste It, Taste It 4 - Fetish Fucks 3 - Filthy 3 - Gape Lovers 3 - Hookers and Blow 2 - It Takes Two 6 - Jack's POV 12 - Just Fucked daddy's Best Friend - Simple Fucks 4 - S. W. A. T.: Sex with a Teenager 3 - Не погана шлюшка 4 - Teens Like It Big - The Girl Next Door 6 - Wasted Youth 7 |

## Премії і номінації
- 2009: AVN Awards (номінація) — Best All-Girl Group Sex Scene — Not Bewitched XXX
- 2010: AVN Awards (номінація) — Best All-Girl Group Sex Scene — Party of Feet
- 2013: AVN Awards (номінація) — Best POV Sex Scene — P. O. V. 40[13]